# Isla Fungu Yasini
Fungu Yasini (en inglés: Fungu Yasini Island) es una isla deshabitada del país africano de Tanzania, al norte de la capital del país, Dar es Salaam y que además constituye una de las cuatro islas de la "Reserva Marina de Dar es Salaam"(DMR).